# Thomsonov model atoma
Thomsonov model atoma ili model pudinga sa šljivama je prvi pokušaj da se napravi model atoma, a učinio ga je Joseph John Thomson 1903. godine.
Početkom 20. stoljeća znanstvenici su spoznali da iz atoma potiču elektroni, alfa-čestice, pa i svjetlost ili fotoni, pa se došlo do uvjerenja da atomi imaju složenu građu. Otuda je došla misao da je potrebno da se izgled građe atoma prikaže slikovito ili da se postavi model atoma. 
Prema Thomsonovom viđenju o građi atoma, atom je pozitivno nabijena kuglica, polumjera oko 10-10 metara, s ravnomjerno raspoređenim električnim nabojem, u kojoj se nalaze negativno nabijeni elektroni, koji imaju neutralan učinak na prostorni pozitivni naboj te kuglice. Pretpostavljalo se da u tom modelu atoma, elektroni titraju oko svojih ravnotežnih položaja, a prema klasičnoj elektrodinamici, elektroni koji se kreću ubrzano, zrače elektromagnetske valove. Thomsonov model atoma je predstavljao atom kao harmonični oscilator.

## Ruthefordov model atoma
Thomsonov model atoma je bio na snazi sve dok na snazi sve dok Ernest Rutherford, zajedno s Hansom Geigerom i Ernestom Marsdenom, nije izveo pokus s alfa-česticama i zlatnim listićem 1909. i postavio teoriju za Rutherfordovo raspršenje, na osnovu kojeg je dokazano postojanje atomske jezgre. Pošto je Rutheford izračunao da je polumjer atomske jezgre oko 10 000 puta manji od polumjera atoma, on je zaključio da atomi nisu loptice s ravnomjernom gustoćom, već da imaju izuzetno veliku šupljikavu građu.
Rutherfordov model atoma ili planetarni model atoma je model atoma prema kojem atom svakog kemijskog elementa u neutralnom stanju se sastoji od električno pozitivne atomske jezgre, u kojoj je koncentrirana gotova sva masa atoma i određenog broja elektrona, koji se okreću oko atomske jezgre i čine omotač atoma. Ukupni negativni električni naboj elektrona jednak je pozitivnom električnom naboju atomske jezgre i zato je atom prema okolini neutralan.